# Morti il 19 luglio
| Questa pagina contiene informazioni ricavate automaticamente dalle voci biografiche con l'ausilio del template Bio e di un bot. L'aggiornamento è periodico e automatico e ricostruisce completamente la pagina. Se manca una persona in questa lista, sei pregato di non aggiungerla, ma accertati piuttosto che la sua voce biografica contenga il template Bio e che i dati anagrafici siano correttamente compilati. Se il template Bio manca, inseriscilo tu stesso o, in alternativa, metti l'avviso {{tmp\|Bio}} che ne segnala la mancanza. Se i dati riportati sono sbagliati, correggi direttamente la voce biografica; le modifiche saranno visibili in questa lista entro pochi giorni. Per chiarimenti vedi il progetto biografie. La lista contiene solo le 500 persone che sono citate nell'enciclopedia e per le quali è stato implementato correttamente il template Bio. Pagina aggiornata al 9 ago 2025. |

## VI secolo(1)
- 514 - Papa Simmaco, papa, vescovo e santo italiano

## X secolo(1)
- 998 - Damiano Dalasseno, generale e nobile bizantino

## XI secolo(1)
- 1054 - Bernoldo di Utrecht, vescovo olandese

## XII secolo(4)
- 1131 - Raimondo Berengario III di Barcellona, conte (n. 1082)
- 1158 - Wibaldo di Stavelot, abate fiammingo
- 1185 - Taira no Munemori, militare giapponese (n. 1147)
- 1191 - Stefano del Lupo, abate e santo italiano

## XIII secolo(3)
- 1234 - Fiorenzo IV d'Olanda, conte olandese (n. 1210)
- 1249 - Jacopo Tiepolo, mercante, politico e diplomatico italiano
- 1297 - William de Vesci, nobile inglese (n. 1245)

## XIV secolo(5)
- 1317 - Raymond de Saint-Sever, cardinale francese
- 1323 - Pietro Crisci da Foligno, religioso italiano (n. 1243)
- 1333 - Archibald Douglas, nobile e militare scozzese
- 1374 - Francesco Petrarca, scrittore, poeta e filosofo italiano (n. 1304)
- 1399 - Bonifacio Ammanati, cardinale italiano

## XV secolo(9)
- 1405 - Gianmastino Visconti, nobile (n. 1370)
- 1415 - Filippa di Lancaster, nobile inglese (n. 1360)
- 1427 - Stefano III Lazaro, principe serbo
- 1449 - Kaspar Schlick, diplomatico tedesco (n. 1396)
- 1457 - Goharshad, regina persiana
- 1476 - Pierfrancesco de' Medici il Vecchio, banchiere italiano (n. 1430)
- 1483 - Costanzo I Sforza, condottiero italiano (n. 1447)
- 1489 - Luigi I del Palatinato-Zweibrücken, nobile tedesco (n. 1424)
- 1500 - Michele della Pace d'Aviz, principe (n. 1498)

## XVI secolo(7)
- 1534 - Willem Enckenwoirt, cardinale e vescovo cattolico olandese (n. 1464)
- 1539 - Lorenzo Campeggi, cardinale, vescovo cattolico e diplomatico italiano (n. 1474)
- 1543 - Maria Bolena, nobildonna inglese
- 1549 - Aloisio Gonzaga, condottiero italiano (n. 1494)
- 1550 - Jacopo Bonfadio, umanista e storico italiano (n. 1508)
- 1596 - Francis Knollys, nobile inglese (n. 1514)
- 1597 - Gunilla Bielke, regina svedese (n. 1568)

## XVII secolo(14)
- 1605 - Hayashi Narinaga, militare giapponese (n. 1517)
- 1614 - Akizuki Tanenaga, militare giapponese (n. 1567)
- 1621 - Don Giovanni de' Medici, architetto e condottiero italiano (n. 1567)
- 1625 - Elisabetta di Danimarca, principessa danese (n. 1573)
- 1630 - Daniele Crespi, pittore italiano
- 1631 - Cesare Cremonini, filosofo italiano (n. 1550)
- 1636 - Melchiorre Pirella, vescovo cattolico italiano
- 1638 - Ippolito Aldobrandini, cardinale italiano (n. 1592)
- 1639 - Giovanna di Cambry, religiosa francese (n. 1581)
- 1667 - Filippo San Martino di Agliè, politico, letterato e musicista italiano (n. 1604)
- 1676 - Giorgio III d'Assia-Itter, nobile (n. 1632)
- 1679 - John Plessington, presbitero inglese (n. 1637)
- 1687 - Laura Martinozzi, nobildonna italiana (n. 1639)
- 1692 - Rebecca Nurse, artigiana inglese (n. 1621)

## XVIII secolo(19)
- 1702 - Federico IV di Holstein-Gottorp, duca tedesco (n. 1671)
- 1707 - Johannes Colerus, teologo tedesco (n. 1647)
- 1721 - Jonathan Trelawny, III baronetto, vescovo anglicano britannico (n. 1650)
- 1730 - Jean-Baptiste Loeillet, compositore e musicista belga (n. 1680)
- 1732 - Francesco Bartolomeo Conti, compositore italiano
- 1740 - Charles-François de Vintimille du Luc, politico francese (n. 1653)
- 1745 - Ranoji Scindia, funzionario indiano
- 1747 - Louis Charles Armand Fouquet de Belle-Isle, generale francese (n. 1693)
- 1749 - Armand I de Rohan-Soubise, cardinale e politico francese (n. 1674)
- 1759 - Nicolas-Félix Adam, scultore francese (n. 1707)
- 1764 - François de Fitz-James, vescovo cattolico e teologo francese (n. 1709)
- 1772 - Gioacchino Maria Pontalti, vescovo cattolico italiano (n. 1709)
- 1773 - Giovanni Battista Pattoni, compositore italiano
- 1784 - Adam Patačić, arcivescovo cattolico e nobile croato (n. 1716)
- 1793 - Stanisław Lubomirski, nobile e politico polacco (n. 1704)
- 1793 - John Wallis, storico e botanico inglese (n. 1714)
- 1794 - Pëtr Stepanovič Protasov, politico e ufficiale russo (n. 1730)
- 1797 - Giovanni Miazzi, architetto italiano (n. 1698)
- 1799 - John Sackville, III duca di Dorset, nobile e ambasciatore inglese (n. 1745)

## XIX secolo(48)
- 1807 - Uriah Tracy, avvocato e politico statunitense (n. 1755)
- 1809 - Andreas Emmerich, militare e rivoluzionario tedesco (n. 1737)
- 1810 - Luisa di Meclemburgo-Strelitz, regina prussiana (n. 1776)
- 1811 - Raphael Bienvenu Sabatier, chirurgo francese (n. 1732)
- 1814 - Matthew Flinders, esploratore, navigatore e cartografo britannico (n. 1774)
- 1823 - James Innes-Ker, V duca di Roxburghe, nobile scozzese (n. 1736)
- 1824 - Agustín de Iturbide, politico e militare messicano (n. 1783)
- 1828 - Filippo Antonio Asinari di San Marzano, generale e diplomatico italiano (n. 1767)
- 1831 - Michele Lenti, pittore italiano (n. 1743)
- 1833 - George Leveson-Gower, I duca di Sutherland, politico e diplomatico inglese (n. 1758)
- 1833 - Edward Pellew, I visconte di Exmouth, ammiraglio britannico (n. 1757)
- 1834 - Antonio Pallotta, cardinale italiano (n. 1770)
- 1836 - Jean Lefebvre de Cheverus, cardinale e arcivescovo cattolico francese (n. 1768)
- 1836 - Luigi Natale Vernazzi, orafo italiano (n. 1771)
- 1837 - Agustín Eyzaguirre, politico e patriota cileno (n. 1768)
- 1839 - Maurice de Guérin, poeta francese (n. 1810)
- 1842 - Pierre Joseph Pelletier, chimico francese (n. 1788)
- 1843 - Giovanni Battista Accusani, vescovo cattolico italiano (n. 1765)
- 1843 - Augusto di Prussia, generale prussiano (n. 1779)
- 1845 - Heinrich Andreas Christoph Havernick, teologo tedesco (n. 1811)
- 1847 - Basilio Puoti, grammatico, lessicografo e critico letterario italiano (n. 1782)
- 1850 - Margaret Fuller, scrittrice, giornalista e patriota statunitense (n. 1810)
- 1850 - Giovanni Angelo Ossoli, patriota italiano (n. 1821)
- 1854 - Luisa Amelia di Baden, nobile e principessa svedese (n. 1811)
- 1856 - Ippolito Spinola di Lerma, generale italiano (n. 1778)
- 1857 - Stefano Franscini, politico e pedagogista svizzero (n. 1796)
- 1858 - Domenico Buffa, avvocato, giornalista e politico italiano (n. 1818)
- 1861 - Michele Tenore, botanico italiano (n. 1780)
- 1862 - Charles John Beckwith, generale britannico (n. 1789)
- 1870 - Benjamin Thorpe, filologo inglese (n. 1782)
- 1872 - Paolo Baruchelli, avvocato, patriota e politico italiano (n. 1810)
- 1873 - Ferdinand David, violinista e compositore tedesco (n. 1810)
- 1875 - Adolphe Dechamps, politico belga (n. 1807)
- 1878 - Egor Ivanovič Zolotarëv, matematico russo (n. 1847)
- 1879 - Louis Favre, architetto e ingegnere svizzero (n. 1826)
- 1882 - Ivan Sergeevič Gagarin, presbitero, teologo e scrittore russo (n. 1814)
- 1882 - Alejandro Tapia y Rivera, poeta portoricano (n. 1826)
- 1886 - Cesário Verde, poeta portoghese (n. 1855)
- 1887 - Giuseppe Campori, letterato, politico e storico dell'arte italiano (n. 1821)
- 1888 - Henri Debray, chimico francese (n. 1827)
- 1888 - Yamaoka Tesshū, militare giapponese (n. 1836)
- 1891 - Pedro Antonio de Alarcón, poeta, scrittore e giornalista spagnolo (n. 1833)
- 1891 - Girolamo Calà Ulloa, generale, patriota e saggista italiano (n. 1810)
- 1892 - Vittorio Ellena, politico italiano (n. 1844)
- 1895 - Henri Ernest Baillon, botanico e medico francese (n. 1827)
- 1898 - Mtwa Mkwawa, condottiero tanzaniano (n. 1855)
- 1899 - Settimio Costantini, politico e giornalista italiano (n. 1839)
- 1900 - Nepomuceno Bolognini, ufficiale italiano (n. 1824)

## XX secolo(226)
- 1902 - James Graham Cooper, chirurgo e naturalista statunitense (n. 1830)
- 1905 - Bartolomeo Borelli, politico italiano (n. 1829)
- 1906 - Walter Buller, avvocato, naturalista e ornitologo neozelandese (n. 1838)
- 1908 - Elia Demirgibashian, scrittore, poeta e giornalista armeno (n. 1851)
- 1908 - Ignacio de Veintemilla, politico ecuadoriano (n. 1828)
- 1909 - Derviş Vahdeti, politico ottomano (n. 1870)
- 1910 - Delphine Ugalde, soprano francese (n. 1829)
- 1912 - Antonio Magini Coletti, baritono italiano (n. 1855)
- 1914 - Pietro Cignaghi, calciatore italiano (n. 1867)
- 1914 - Johann Puch, ingegnere e imprenditore austriaco (n. 1862)
- 1915 - Friedrich Polack, educatore e scrittore tedesco (n. 1835)
- 1915 - Giovanni Rodeghiero, militare italiano (n. 1863)
- 1915 - Giuseppe Tagliamonte, militare italiano (n. 1884)
- 1915 - Ettore Uicich, militare italiano (n. 1870)
- 1917 - Guillaume Guidé, oboista, compositore e direttore teatrale belga (n. 1859)
- 1917 - Makarij, religioso russo (n. 1851)
- 1918 - Gabriele Ambrosio, scultore italiano (n. 1844)
- 1918 - Marinella Bragaglia, attrice teatrale italiana (n. 1886)
- 1918 - Neera, scrittrice italiana (n. 1846)
- 1920 - Giuseppe de Felice Giuffrida, politico italiano (n. 1859)
- 1921 - Vladislav Napoleonovič Klembovskij, militare russo (n. 1860)
- 1923 - Auguste Bouché-Leclercq, storico francese (n. 1842)
- 1923 - William Holabird, architetto statunitense (n. 1854)
- 1923 - Alberto Machimbarrena, calciatore spagnolo (n. 1888)
- 1925 - Louis Nazaire Bégin, cardinale e arcivescovo cattolico canadese (n. 1840)
- 1925 - Konstantin Michajlovič Tachtarev, rivoluzionario e sociologo russo (n. 1871)
- 1926 - Ada Cambridge, scrittrice e poetessa britannica (n. 1844)
- 1927 - Cheikh Ahmadou Bamba, religioso senegalese (n. 1853)
- 1928 - Enrico Pini, avvocato, dirigente d'azienda e politico italiano (n. 1851)
- 1929 - Fausto Zonaro, pittore italiano (n. 1854)
- 1930 - Thomas Agar-Robartes, VI visconte Clifden, politico irlandese (n. 1844)
- 1930 - Oku Yasukata, militare giapponese (n. 1847)
- 1932 - James Hamilton, calciatore nordirlandese (n. 1858)
- 1933 - Kaarle Krohn, scrittore finlandese (n. 1863)
- 1935 - Arthur Drews, filosofo tedesco (n. 1865)
- 1935 - Ludovico M. Nesbitt, esploratore italiano (n. 1891)
- 1936 - Marcel Lehoux, pilota automobilistico francese (n. 1888)
- 1936 - Apel·les Mestres, illustratore, scrittore e musicista spagnolo (n. 1854)
- 1936 - Francesco Vivona, filologo classico, traduttore e latinista italiano (n. 1866)
- 1937 - Celestino Bertolone, militare italiano (n. 1886)
- 1937 - Agostino Natale Luci, fotografo e pittore italiano (n. 1857)
- 1937 - Rochus von Rheinbaben, ambasciatore tedesco (n. 1893)
- 1938 - Amerigo Canegrati, pittore italiano (n. 1900)
- 1938 - Alfredo Casardi, militare italiano (n. 1912)
- 1938 - Harvey Clark, attore statunitense (n. 1885)
- 1940 - Max Isidor Bodenheimer, avvocato e politico tedesco (n. 1865)
- 1940 - Rüstəm Mustafayev, pittore e scenografo azero (n. 1910)
- 1940 - José Aníbal Verdaguer y Corominas, vescovo cattolico argentino (n. 1877)
- 1941 - Bartolomeo Costantini, pilota automobilistico e aviatore italiano (n. 1889)
- 1941 - Paul Escoffier, attore francese (n. 1875)
- 1941 - Wilhelm Leichum, velocista e lunghista tedesco (n. 1911)
- 1941 - Alessandro Saporiti, militare e politico italiano (n. 1863)
- 1942 - Eduard Dingeldey, politico e avvocato tedesco (n. 1886)
- 1943 - Ekaterina Budanova, aviatrice sovietica (n. 1916)
- 1943 - Azolino Hazon, generale italiano (n. 1883)
- 1943 - Harry Heusser, pittore e grafico austriaco (n. 1886)
- 1943 - Harry Pace, imprenditore, editore musicale e avvocato statunitense (n. 1884)
- 1943 - Gino Priolo, militare e aviatore italiano (n. 1912)
- 1943 - Józef Achilles Puchała, religioso polacco (n. 1911)
- 1943 - Bruno Serotini, militare e aviatore italiano (n. 1915)
- 1943 - Giuseppe Terragni, architetto italiano (n. 1904)
- 1943 - Carlo Zangarini, poeta, librettista e regista italiano (n. 1873)
- 1944 - Shigeo Arai, nuotatore giapponese (n. 1916)
- 1944 - Mangkunegara VII, sovrano indonesiano (n. 1885)
- 1944 - Siegfried Powolny, pallamanista austriaco (n. 1915)
- 1944 - José Simões, calciatore portoghese (n. 1913)
- 1945 - George Barbier, attore statunitense (n. 1865)
- 1945 - Dragutin Gavrilović, militare serbo (n. 1882)
- 1945 - Edward Knoblock, commediografo e scrittore statunitense (n. 1874)
- 1945 - Avgustin Vološin, politico, presbitero e saggista ucraino (n. 1874)
- 1945 - Heinrich Wölfflin, storico dell'arte svizzero (n. 1864)
- 1946 - Aleksandr Aleksandrovič Bogomolec, medico sovietico (n. 1881)
- 1946 - Jan Verkade, pittore olandese (n. 1868)
- 1947 - Max Dessoir, filosofo tedesco (n. 1867)
- 1947 - Friedrich Rainer, politico austriaco (n. 1903)
- 1947 - Aung San, generale e politico birmano (n. 1915)
- 1949 - Frank Murphy, politico statunitense (n. 1890)
- 1949 - Renato Pampanini, botanico italiano (n. 1875)
- 1950 - Arthur Newton, maratoneta, mezzofondista e siepista statunitense (n. 1883)
- 1951 - Max Ettinger, compositore tedesco (n. 1874)
- 1951 - Jacques Sevin, gesuita francese (n. 1882)
- 1952 - Mathieu Bragard, calciatore belga (n. 1895)
- 1952 - Francesco Crispo Moncada, prefetto, poliziotto e politico italiano (n. 1867)
- 1953 - Hugh Grosvenor, II duca di Westminster, nobile e ufficiale inglese (n. 1879)
- 1954 - Alda Mangini, attrice e cantante italiana (n. 1914)
- 1954 - Henry McCarty, sceneggiatore e regista statunitense (n. 1882)
- 1954 - Hannes Meyer, architetto svizzero (n. 1889)
- 1954 - Nikola Uzunović, politico jugoslavo (n. 1873)
- 1955 - Ambrogio Clerici, generale e politico italiano (n. 1868)
- 1956 - Ava Astor, statunitense (n. 1902)
- 1956 - Roger Robert, ingegnere francese (n. 1899)
- 1957 - Gabriele Amico Valenti, avvocato e politico italiano (n. 1899)
- 1957 - Jacob Goedecker, ingegnere tedesco (n. 1882)
- 1957 - Curzio Malaparte, scrittore, giornalista e militare italiano (n. 1898)
- 1958 - Karol Adwentowicz, attore, regista teatrale e regista cinematografico polacco (n. 1871)
- 1958 - Ernesto Adamo Bignami, editore italiano (n. 1903)
- 1958 - Erwin Stein, direttore d'orchestra e critico musicale austriaco (n. 1885)
- 1959 - Licco Amar, violinista ungherese (n. 1891)
- 1959 - Imre Schlosser, calciatore e allenatore di calcio ungherese (n. 1889)
- 1961 - Margot Lander, ballerina danese (n. 1910)
- 1961 - Paul Willard Merrill, astronomo statunitense (n. 1887)
- 1961 - Giovanni Querzoli, politico italiano (n. 1884)
- 1962 - Bernhard Klosterkemper, generale tedesco (n. 1897)
- 1963 - Annie Mascarene, politica indiana (n. 1902)
- 1964 - Libertà Carducci, italiana (n. 1872)
- 1964 - Hugh Lett, chirurgo britannico (n. 1876)
- 1964 - Bepi Romagnoni, pittore italiano (n. 1930)
- 1964 - Silvio Saglio, alpinista e scrittore italiano (n. 1896)
- 1964 - Pasquale Salvatore Samperi, magistrato e politico italiano (n. 1870)
- 1965 - Clyde Beatty, circense e attore statunitense (n. 1903)
- 1965 - Ingrid Jonker, scrittrice sudafricana (n. 1933)
- 1965 - Syngman Rhee, politico sudcoreano (n. 1875)
- 1965 - Gian Carlo Testoni, paroliere e giornalista italiano (n. 1912)
- 1966 - Joaquín Anselmo María Albareda y Ramoneda, cardinale spagnolo (n. 1892)
- 1966 - Enea Dal Fiume, ciclista su strada italiano (n. 1891)
- 1966 - Franz Lahner, aviatore austro-ungarico (n. 1893)
- 1967 - Guido Carlo Visconti di Modrone, nobile, imprenditore e politico italiano (n. 1881)
- 1968 - Groff Conklin, critico letterario e curatore editoriale statunitense (n. 1904)
- 1968 - Jack Pierce, truccatore e attore statunitense (n. 1889)
- 1968 - Pratap Singh Gaekwad, principe indiano (n. 1908)
- 1969 - Rodolfo Choperena, cestista messicano (n. 1905)
- 1969 - Thomas Doe, bobbista statunitense (n. 1912)
- 1969 - Stratis Myrivilis, scrittore greco (n. 1892)
- 1969 - Archimede Taverna, politico e imprenditore italiano (n. 1896)
- 1970 - Henri Lauvaux, mezzofondista francese (n. 1900)
- 1970 - Panagiōtīs Pipinelīs, politico e diplomatico greco (n. 1899)
- 1971 - John Jacob Astor, tennista britannico (n. 1886)
- 1971 - Max Hermann Maxy, pittore e scenografo rumeno (n. 1895)
- 1971 - Harry Hill, ammiraglio statunitense (n. 1890)
- 1972 - Richard Duckett, giocatore di lacrosse canadese (n. 1884)
- 1972 - Aarne Lindholm, atleta finlandese (n. 1889)
- 1972 - Hans Schneider, pallanuotista tedesco (n. 1909)
- 1973 - Neil Kensington Adam, chimico inglese (n. 1891)
- 1973 - Feng Baiju, militare, guerrigliero e politico cinese (n. 1903)
- 1973 - Nelly Fioramonti, cantante italiana (n. 1939)
- 1974 - Joe Flynn, attore e doppiatore statunitense (n. 1924)
- 1974 - Stefano Magaddino, mafioso italiano (n. 1891)
- 1974 - Ernő Schwarz, calciatore, allenatore di calcio e dirigente sportivo ungherese (n. 1904)
- 1975 - Curzio Batini, ingegnere italiano (n. 1902)
- 1975 - Lefty Frizzell, musicista e cantautore statunitense (n. 1928)
- 1975 - Alexis Macar, ciclista su strada belga (n. 1899)
- 1975 - Karl Schleinzer, politico austriaco (n. 1924)
- 1976 - Michele Borelli, allenatore di calcio e calciatore italiano (n. 1909)
- 1976 - Domenico Matteucci, tiratore a segno italiano (n. 1895)
- 1976 - Nicola Picella, funzionario italiano (n. 1911)
- 1976 - Gene Roth, attore statunitense (n. 1903)
- 1976 - Adolf von Bomhard, generale e politico tedesco (n. 1891)
- 1977 - Ambrogio Casati, pittore, scultore e militare italiano (n. 1897)
- 1977 - Jaroslav Kulich, calciatore boemo (n. 1913)
- 1977 - Bruno Monti, calciatore italiano (n. 1915)
- 1977 - Ángel María Rousse, calciatore spagnolo (n. 1902)
- 1978 - Ettore Fontana, calciatore e allenatore di calcio italiano (n. 1903)
- 1978 - Marcello Marchesi, scrittore, sceneggiatore e regista italiano (n. 1912)
- 1979 - Guglielmo Segato, ciclista su strada italiano (n. 1906)
- 1980 - Nihat Erim, politico turco (n. 1912)
- 1980 - Wataru Ishijima, paleontologo e geologo giapponese (n. 1906)
- 1981 - Daisuke Itō, regista e sceneggiatore giapponese (n. 1898)
- 1981 - José María Pemán, poeta, scrittore e drammaturgo spagnolo (n. 1897)
- 1981 - Clemente Yerovi, politico ecuadoriano (n. 1904)
- 1981 - Giovanni Zonca, politico e medico italiano (n. 1899)
- 1981 - Rodolfo de Mattei, storico, scrittore e giornalista italiano (n. 1899)
- 1982 - Abdul Wahid Aziz, sollevatore iracheno (n. 1931)
- 1982 - Hugh Everett III, fisico statunitense (n. 1930)
- 1982 - João Fantoni, dirigente sportivo, allenatore di calcio e calciatore brasiliano (n. 1905)
- 1983 - Alexia Bryn, pattinatrice artistica su ghiaccio norvegese (n. 1889)
- 1983 - Erik Ode, attore, regista e doppiatore tedesco (n. 1910)
- 1983 - Charun Rattanakun Seriroengrit, generale, politico e funzionario thailandese (n. 1895)
- 1983 - Şehzade Ali Vasib, principe ottomano (n. 1903)
- 1984 - Gabriel Bouillon, violinista e docente francese (n. 1898)
- 1984 - Faina Ranevskaja, attrice sovietica (n. 1896)
- 1984 - Erich Sauermann, pallanuotista tedesco (n. 1919)
- 1984 - Harry Stockwell, attore e cantante statunitense (n. 1902)
- 1984 - Edoardo Volterra, giurista e partigiano italiano (n. 1904)
- 1985 - Giuseppe De André, dirigente d'azienda e imprenditore italiano (n. 1912)
- 1985 - Ugo Fontana, illustratore italiano (n. 1921)
- 1985 - Leonida Repaci, scrittore, saggista e poeta italiano (n. 1898)
- 1986 - Alfredo Binda, ciclista su strada e pistard italiano (n. 1902)
- 1986 - Luciano Codignola, sceneggiatore e drammaturgo italiano (n. 1920)
- 1986 - Daniel L. Fapp, direttore della fotografia statunitense (n. 1904)
- 1986 - Glen Graham, astista statunitense (n. 1904)
- 1986 - Harold D. Schuster, regista e montatore statunitense (n. 1902)
- 1987 - Clementina de Jesus, cantante brasiliana (n. 1901)
- 1987 - Arrigo Pelliccia, violinista e violista italiano (n. 1912)
- 1988 - Vincenzo Morabito, politico italiano (n. 1903)
- 1989 - Nigel Dennis, scrittore britannico (n. 1912)
- 1989 - Osmund Menghin, storico austriaco (n. 1920)
- 1989 - Vivian Reed, attrice statunitense (n. 1894)
- 1989 - Kazimierz Sabbat, politico polacco (n. 1913)
- 1989 - Carl-Heinz Schroth, attore e regista austriaco (n. 1902)
- 1989 - Erwin Sietas, nuotatore tedesco (n. 1910)
- 1989 - Benjamin Tammuz, scrittore israeliano (n. 1919)
- 1990 - Franco Enna, scrittore italiano (n. 1921)
- 1990 - Gusman Kosanov, velocista sovietico (n. 1935)
- 1990 - Eddie Quillan, attore statunitense (n. 1907)
- 1991 - Chithira Thirunal Balarama Varma, principe indiano (n. 1912)
- 1991 - Gino Negri, compositore italiano (n. 1919)
- 1992 - Paolo Borsellino, magistrato italiano (n. 1940)
- 1992 - Agostino Catalano, poliziotto italiano (n. 1949)
- 1992 - Walter Eddie Cosina, poliziotto italiano (n. 1961)
- 1992 - Marcello Durante, linguista e glottologo italiano (n. 1923)
- 1992 - Vincenzo Li Muli, poliziotto italiano (n. 1970)
- 1992 - Emanuela Loi, poliziotta italiana (n. 1967)
- 1992 - Allen Newell, psicologo, informatico e matematico statunitense (n. 1927)
- 1992 - Jacques Pras, ciclista su strada francese (n. 1924)
- 1992 - Claudio Traina, poliziotto italiano (n. 1965)
- 1993 - Erhardt Gißke, architetto tedesco (n. 1924)
- 1993 - Szymon Goldberg, violinista e direttore d'orchestra statunitense (n. 1909)
- 1993 - Gordon Joseph Gray, cardinale e arcivescovo cattolico scozzese (n. 1910)
- 1993 - Dionisie Pippidi, storico rumeno (n. 1905)
- 1993 - Luzius Rüedi, hockeista su ghiaccio svizzero (n. 1900)
- 1993 - José Luis Sérsic, astronomo argentino (n. 1933)
- 1994 - Rudolf Firkušný, pianista ceco (n. 1912)
- 1994 - Ray Flaherty, allenatore di football americano e giocatore di football americano statunitense (n. 1903)
- 1994 - Gottfried Reinhardt, regista, produttore cinematografico e sceneggiatore austriaco (n. 1911)
- 1995 - René Privat, ciclista su strada francese (n. 1930)
- 1996 - Arne Engström, medico, fisico e docente svedese (n. 1920)
- 1996 - Bud Foster, cestista e allenatore di pallacanestro statunitense (n. 1906)
- 1997 - Lino Del Fra, regista e sceneggiatore italiano (n. 1927)
- 1997 - Hector Gervais, giocatore di curling canadese (n. 1934)
- 1998 - Gennaro Soricelli, militare italiano (n. 1931)
- 1999 - Fabio Brandolisio, calciatore italiano (n. 1926)
- 1999 - Jesús Codina, cestista e allenatore di pallacanestro spagnolo (n. 1938)
- 1999 - José Luis Madrid, regista e sceneggiatore spagnolo (n. 1933)
- 1999 - Hans Maldonado, calciatore ecuadoriano (n. 1956)
- 1999 - Jerzy Sterenga, cestista e allenatore di pallacanestro polacco (n. 1926)
- 2000 - James B. Clark, regista e montatore statunitense (n. 1908)

## XXI secolo(161)
- 2001 - Miguel Ablóniz, chitarrista e compositore greco (n. 1917)
- 2001 - Charles King, pistard britannico (n. 1911)
- 2002 - Alan Lomax, etnomusicologo, antropologo e produttore discografico statunitense (n. 1915)
- 2002 - Silvano Tessari, ciclista su strada italiano (n. 1933)
- 2002 - Vladimir Vasjutin, cosmonauta sovietico (n. 1952)
- 2003 - Maruchi Fresno, attrice spagnola (n. 1916)
- 2003 - Pierre Graber, politico svizzero (n. 1908)
- 2004 - Carvalho Leite, calciatore brasiliano (n. 1912)
- 2004 - Fred Diute, cestista statunitense (n. 1929)
- 2004 - Golden Frinks, attivista statunitense (n. 1920)
- 2004 - Eva Rittmeister, antifascista tedesca (n. 1913)
- 2004 - Zenkō Suzuki, politico giapponese (n. 1911)
- 2004 - Irvin Yeaworth, regista, sceneggiatore e produttore cinematografico tedesco (n. 1926)
- 2005 - Jim Aparo, fumettista statunitense (n. 1932)
- 2005 - Alain Bombard, medico, biologo e navigatore francese (n. 1924)
- 2005 - Edward Bunker, scrittore, sceneggiatore e attore statunitense (n. 1933)
- 2005 - Lucien Lazaridès, ciclista su strada greco (n. 1922)
- 2005 - Mahmoud Asgari e Ayaz Marhoni, iraniano (n. 1989)
- 2005 - Giorgio Milani, politico, partigiano e sindacalista italiano (n. 1927)
- 2006 - Juan Benegas, calciatore spagnolo (n. 1934)
- 2006 - Jan van den Brink, politico e banchiere olandese (n. 1915)
- 2006 - Rama Coomaraswamy, presbitero, teologo e medico statunitense (n. 1926)
- 2006 - Gérard Oury, regista, attore e sceneggiatore francese (n. 1919)
- 2006 - Walter Philipp, matematico e alpinista austriaco (n. 1936)
- 2006 - Piera Verri, cestista italiana (n. 1913)
- 2006 - Jack Warden, attore statunitense (n. 1920)
- 2006 - George Wetherill, fisico statunitense (n. 1925)
- 2007 - Antonio Aguilar, cantautore, attore e produttore cinematografico messicano (n. 1919)
- 2007 - Laura Devon, attrice statunitense (n. 1931)
- 2007 - Roberto Fontanarrosa, fumettista argentino (n. 1944)
- 2007 - Al Hendrickson, chitarrista statunitense (n. 1920)
- 2008 - Petrus Bosman, ballerino e coreografo sudafricano (n. 1928)
- 2008 - Gabriel Fajardo, cestista e allenatore di pallacanestro filippino (n. 1917)
- 2008 - Dercy Gonçalves, attrice e umorista brasiliana (n. 1907)
- 2008 - Ann Lambton, orientalista britannica (n. 1912)
- 2008 - Francisco Rabat, cestista e politico filippino (n. 1934)
- 2008 - Rosato Rosati, politico italiano (n. 1934)
- 2008 - Dragiša Šarić, cestista e allenatore di pallacanestro serbo (n. 1961)
- 2008 - Fawwaz bin Abd al-Aziz Al Saud, principe, politico e imprenditore saudita (n. 1934)
- 2009 - Giuseppe Borzi, politico italiano (n. 1931)
- 2009 - Frank McCourt, scrittore e docente statunitense (n. 1930)
- 2009 - Dīmosthenīs Stampolīs, pallanuotista greco (n. 1924)
- 2009 - Henry Surtees, pilota automobilistico inglese (n. 1991)
- 2010 - Cécile Aubry, attrice e sceneggiatrice francese (n. 1928)
- 2010 - Paul Guiberteau, presbitero francese (n. 1924)
- 2010 - Antoinette Meyer, sciatrice alpina svizzera (n. 1920)
- 2010 - David Warren, chimico e inventore australiano (n. 1925)
- 2010 - Lorenzen Wright, cestista statunitense (n. 1975)
- 2011 - Boris Biancheri, diplomatico e scrittore italiano (n. 1930)
- 2011 - Karėn Chačaturjan, compositore sovietico (n. 1920)
- 2011 - Remo Gaspari, politico italiano (n. 1921)
- 2011 - Yoshio Harada, attore giapponese (n. 1940)
- 2011 - Pierre Jonquères d'Oriola, cavaliere francese (n. 1920)
- 2012 - Giuseppe Bellafiore, storico dell'arte e saggista italiano (n. 1920)
- 2012 - Ghazala Javed, cantante pakistana (n. 1988)
- 2012 - Hans Nowak, calciatore tedesco (n. 1937)
- 2012 - ʿUmar Sulaymān, generale e politico egiziano (n. 1936)
- 2013 - Vincenzo Bombardieri, politico italiano (n. 1926)
- 2013 - Vincenzo Di Benedetto, filologo classico e grecista italiano (n. 1934)
- 2013 - Leylâ Erbil, scrittrice turca (n. 1931)
- 2013 - Ulla Mitzdorf, chimica, fisiologa e psichiatra tedesca (n. 1944)
- 2013 - Simon Ignatius Pimenta, cardinale e arcivescovo cattolico indiano (n. 1920)
- 2013 - Mel Smith, comico, regista e produttore cinematografico britannico (n. 1952)
- 2013 - Bert Trautmann, allenatore di calcio e calciatore tedesco (n. 1923)
- 2013 - Phil Woosnam, dirigente sportivo, allenatore di calcio e calciatore gallese (n. 1932)
- 2014 - Rubem Alves, psicoanalista, educatore e teologo brasiliano (n. 1933)
- 2014 - David Easton, politologo canadese (n. 1917)
- 2014 - Iring Fetscher, politologo tedesco (n. 1922)
- 2014 - James Garner, attore statunitense (n. 1928)
- 2014 - Ernst Insam, pittore e grafico austriaco (n. 1927)
- 2014 - Raymond King, allenatore di calcio e calciatore inglese (n. 1924)
- 2014 - Skye McCole Bartusiak, attrice statunitense (n. 1992)
- 2014 - Petar Nikezić, calciatore jugoslavo (n. 1950)
- 2015 - Rugger Ardizoia, giocatore di baseball italiano (n. 1919)
- 2015 - Eugenio Bomboni, giornalista italiano (n. 1930)
- 2015 - Nicola Cucullo, politico italiano (n. 1930)
- 2015 - Bernat Martínez, pilota motociclistico spagnolo (n. 1980)
- 2015 - Gigi Marulla, calciatore e allenatore di calcio italiano (n. 1963)
- 2015 - Galina Prozumenščikova, nuotatrice sovietica (n. 1948)
- 2015 - Giorgio Vecchiato, giornalista e scrittore italiano (n. 1925)
- 2016 - Carmen Hernández, missionaria spagnola (n. 1930)
- 2016 - Garry Marshall, regista, attore e sceneggiatore statunitense (n. 1934)
- 2016 - Dimitri, circense, mimo e attore teatrale svizzero (n. 1935)
- 2016 - Anthony D. Smith, antropologo e sociologo britannico (n. 1939)
- 2016 - Jacques Stany, attore e doppiatore bielorusso (n. 1930)
- 2017 - David E. H. Jones, chimico e divulgatore scientifico britannico (n. 1938)
- 2017 - Rafael Santos, calciatore argentino (n. 1942)
- 2017 - Barbara Weldens, cantante, artista e circense francese (n. 1982)
- 2018 - Germano Basile, doppiatore, direttore del doppiaggio e attore teatrale italiano (n. 1955)
- 2018 - Nino Fuscagni, attore e conduttore televisivo italiano (n. 1937)
- 2018 - Matteo Pizzigallo, storico e saggista italiano (n. 1950)
- 2018 - Jon Schnepp, attore, regista e sceneggiatore statunitense (n. 1967)
- 2018 - Denïs Ten, pattinatore artistico su ghiaccio kazako (n. 1993)
- 2018 - John Vigilante, hockeista su ghiaccio e allenatore di hockey su ghiaccio statunitense (n. 1985)
- 2019 - Inger Berggren, cantante e attrice svedese (n. 1934)
- 2019 - John Adel Elya, vescovo cattolico libanese (n. 1928)
- 2019 - Fatmir Frashëri, calciatore e allenatore di calcio albanese (n. 1939)
- 2019 - Rutger Hauer, attore e attivista olandese (n. 1944)
- 2019 - Ágnes Heller, filosofa e saggista ungherese (n. 1929)
- 2019 - Jeremy Kemp, attore britannico (n. 1935)
- 2019 - Marisa Merz, artista italiana (n. 1926)
- 2019 - César Pelli, architetto argentino (n. 1926)
- 2019 - Mitch Petrus, giocatore di football americano statunitense (n. 1987)
- 2019 - Mattia Torre, sceneggiatore, commediografo e regista italiano (n. 1972)
- 2019 - Yao Lee, cantante cinese (n. 1922)
- 2020 - Biri Biri, calciatore gambiano (n. 1948)
- 2020 - Giulia Maria Crespi, imprenditrice e filantropa italiana (n. 1923)
- 2020 - Seydou Diarra, politico ivoriano (n. 1933)
- 2020 - Juan Marsé, scrittore spagnolo (n. 1933)
- 2020 - Lodovico Meneghetti, architetto e urbanista italiano (n. 1926)
- 2020 - Giuseppe Ottaviani, atleta italiano (n. 1916)
- 2020 - Vladimir Proskurin, calciatore e allenatore di calcio sovietico (n. 1945)
- 2020 - Emitt Rhodes, cantautore, polistrumentista e scrittore statunitense (n. 1950)
- 2020 - César Salinas, dirigente sportivo boliviano (n. 1962)
- 2020 - Nikolaj Tanaev, politico kirghiso (n. 1945)
- 2020 - Craig Weatherhill, storico e scrittore britannico (n. 1951)
- 2020 - Sultan Hashim Ahmad al-Tai, generale e politico iracheno (n. 1945)
- 2021 - Kurt Clemens, calciatore tedesco (n. 1925)
- 2021 - Layne Flack, giocatore di poker statunitense (n. 1969)
- 2021 - Bartolomeo Gatto, pittore e scultore italiano (n. 1938)
- 2021 - Jenny Lynn, culturista statunitense (n. 1972)
- 2021 - Arturo Armando Molina, politico e militare salvadoregno (n. 1927)
- 2021 - Carlo Mongardini, sociologo e scrittore italiano (n. 1938)
- 2021 - Iván Noel, regista, sceneggiatore e produttore cinematografico francese (n. 1968)
- 2021 - Simon Terry, arciere britannico (n. 1974)
- 2022 - Sandro Bajini, drammaturgo, traduttore e scrittore italiano (n. 1928)
- 2022 - Franco Frassoldati, calciatore italiano (n. 1946)
- 2022 - Michael Henderson, bassista e cantante statunitense (n. 1951)
- 2022 - Charles Johnson, giocatore di football americano statunitense (n. 1972)
- 2022 - Q Lazzarus, cantante statunitense (n. 1960)
- 2022 - Vanni Lòriga, militare, giornalista e scrittore italiano (n. 1927)
- 2022 - Vittorio Morace, armatore e dirigente sportivo italiano (n. 1941)
- 2022 - William Richert, regista e attore statunitense (n. 1942)
- 2022 - Wieland Wege, artista e pittore tedesco (n. 1934)
- 2023 - Lajos Balázsovits, attore e regista ungherese (n. 1946)
- 2023 - Vinicio Brandani, ingegnere e astrologo italiano (n. 1925)
- 2023 - Philippe Doumenc, scrittore francese (n. 1934)
- 2023 - Silvana Lattmann, scrittrice e poetessa italiana (n. 1918)
- 2023 - Leonello Leoni, calciatore italiano (n. 1936)
- 2023 - Andrea Purgatori, giornalista, sceneggiatore e saggista italiano (n. 1953)
- 2023 - Remigijus Valiulis, velocista sovietico (n. 1958)
- 2023 - Dedric Willoughby, cestista statunitense (n. 1974)
- 2024 - Montserrat Candini, politica spagnola (n. 1957)
- 2024 - Toumani Diabaté, musicista maliano (n. 1965)
- 2024 - Iryna Farion, politica ucraina (n. 1964)
- 2024 - Kevan Gosper, velocista australiano (n. 1933)
- 2024 - Sheila Jackson Lee, politica, avvocata e attivista statunitense (n. 1950)
- 2024 - John McKibbon, cestista canadese (n. 1939)
- 2024 - Béla Melis, calciatore ungherese (n. 1959)
- 2024 - Nguyễn Phú Trọng, politico vietnamita (n. 1944)
- 2024 - Aldo Puglisi, attore italiano (n. 1935)
- 2024 - Ray Reardon, giocatore di snooker gallese (n. 1932)
- 2024 - Georg Sava, pianista rumeno (n. 1943)
- 2024 - James C. Scott, antropologo e politologo statunitense (n. 1936)
- 2024 - Wolfgang Smith, matematico e fisico statunitense (n. 1930)
- 2024 - Hugh Stewart, tennista statunitense (n. 1928)
- 2025 - Dmitrij Vadimovič Alekseev, calciatore russo (n. 1973)
- 2025 - Ingvar Ambjørnsen, scrittore norvegese (n. 1956)
- 2025 - Sergio Campana, calciatore e avvocato italiano (n. 1934)
- 2025 - Luigi Antonio Cantafora, vescovo cattolico italiano (n. 1943)
- 2025 - Béatrice Uria-Monzon, mezzosoprano francese (n. 1963)

## Senza anno specificato(1)
- Umberto I Biancamano, conte